# 普魯士文化遺產基金會
普鲁士文化遗产基金会（德語：  ; SPK ) 是德国联邦政府机构，负责监管德国柏林及其周边地区的 27 家博物馆和文化组织。它的权限包括柏林的所有国家博物馆、柏林国家图书馆、普鲁士国家私人档案馆以及各种研究所和研究中心。因此，它是目前世界上最大的文化组织之一， 也是德国最大的文化雇主，截至2020年拥有约2,000名员工。 2019年有超过400万人参观了它的博物馆
SPK成立于1957年，其使命是保护及尋找前普鲁士州所遺留的文化遗产。其目前的业务包括博物馆藏品的保存和保养以及学术和科学研究的继续，以鼓励不同民族之间的学习和理解。 
2020年7月，联邦政府文化和媒体专员莫妮卡·格魯特斯宣布文化遺產基金會將解散并转变为四个独立的基金会，分別是：国家博物馆、国家图书馆、秘密国家档案馆和伊比利亚美洲研究所。 这是因為當前普魯士文化遺產基金會的組織結構过于笨重，因而聽取科学委员会的建议所改制而成。因此，一个由德國聯邦政府、德国几个州、SPK主席团和博物馆馆长的代表所组成的改革委员会成立了，並將在2025年之前解散文化遺產基金會

## 创立
第二次世界大战期间，普鲁士，尤其是柏林的文物和美术品面临越来越大的损失威胁。为了保护他们免受盟军的轰炸，从 1941 年开始，数百万件物品被疏散到德国各地的修道院、城堡和废弃矿山中相对安全的地方。随着 1945 年第三帝国的崩溃，这些藏品中的许多都遭到损坏、毁坏或以各种方式隐藏在盟军占领区。当普鲁士国于 1947 年废除时，所有前普鲁士机构不再正式存在，使这些资产受到进一步质疑。随着德国被分为东西方，剩下的建筑物和散落的收藏品也被铁幕隔开。 
普鲁士文化遗产基金会于 1957 年根据西德宪法授权成立，目的是寻找和保存仍然存放在前西部占领区的藏品。 1961 年，开始努力将这些材料转移到西柏林。从 20 世纪 60 年代中期开始，一系列现代主义建筑在Kulturforum建成，作为藏品的新家，包括Gemäldegalerie 、 Neue Nationalgalerie和柏林国家图书馆。 1990 年两德统一后，基金会的作用大大扩大，涵盖了前东德的许多最重要的文化财产。今天最重要的任务是整合藏品、重建物理空间、保护-修复和出处研究。

## 解散
2018 年，文化和媒体国务部长莫妮卡·格吕特斯 (Monika Grütters)任命了一个小组，受托就基金会的未来进行报告。到 2020 年，该小组提议解散该基金会，转而创建四个独立的基金会，分别进行管理：一个负责监督柏林州立博物馆，一个负责 州立图书馆，另一个负责国家秘密档案馆，第四个负责伊比利亚美洲研究所。在這議題上還提议應重组基金会的財政支出。 

## 建筑物

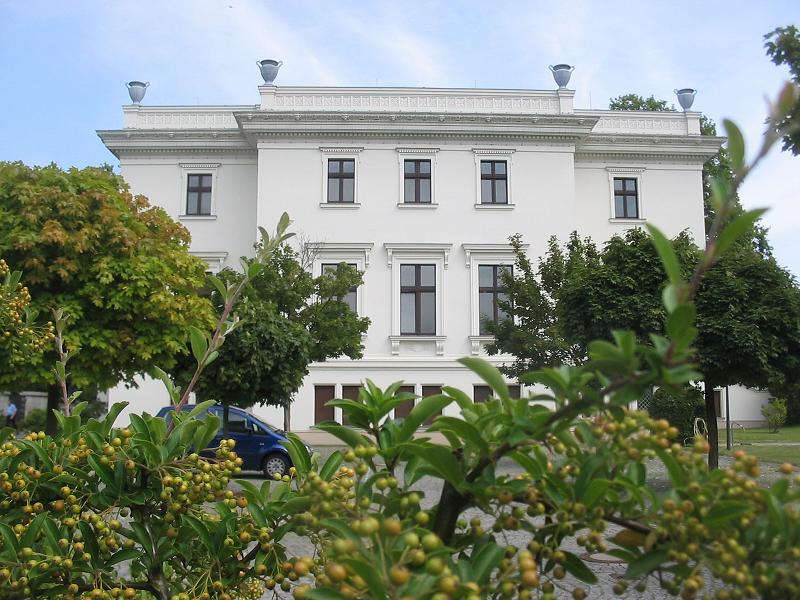
柏林蒂尔加滕总统和行政中心的住所

1980 年，基金会总部搬进了馮德海特大街16號的一座历史建筑。冯德海特别墅建于 1860 年至 1862 年间，由建筑师赫尔曼恩德为奥古斯特冯德海特男爵以新文艺复兴风格建造，奥古斯特冯德海特男爵在德意志帝国成立前的最后一届普鲁士内阁中担任财政部长奥托冯德海特1871 年。
1874 年馮德海特去世后，該建築成為第一位中國駐威廉二世大使的住所，他用珍貴的藝術品裝飾了其華麗的房間。 1938 年，这座别墅被纳粹政府买下，并作为德国总理府内阁部长汉斯·拉默斯的官邸。
房屋在二战中遭到严重破坏，仅存地下室和外墙。在战后不久，它被一家糖果厂和一家非法蒸馏厂占据。别墅阴暗的废墟也曾是一部谍战片的背景。直到 1971 年，重建计划才在德国联邦建筑管理局的支持下开始。 1980 年完成翻修。 
此后，该基金会将业务扩展到馮德海特大街16號的新办公楼。

## 管理機構
遺產基金会全面负责以下机构和设施：
- 柏林國家博物館
  - 柏林旧博物馆
  - 舊國家美術館
  - 博德博物館
  - 柏林民族學博物館
  - 弗里德里希韦尔德教堂
  - 畫廊 (柏林)
  - 柏林漢堡車站
  - 柏林印刷室
  - 亞洲藝術博物館
  - 貝格魯恩博物館
  - 柏林装饰艺术博物馆
  - 歐洲文化博物館
  - 攝影博物館 (柏林)
  - 沙爾夫蓋爾斯滕貝格博物館
  - 柏林新博物馆
  - 新國家美術館
  - 佩加蒙博物館
- 博物館機構
  - 柏林國家博物館中央檔案館
    - 起源研究中心

  - 柏林藝術圖書館
  - 拉斯根研究實驗室
  - 複製品作品 (Gipsformerei)
- 柏林國家圖書館
  - Haus Unter Den Linden
  - Haus Potsdamer Straße
  - Haus Westhafen
  - 普魯士遺產圖像檔案
  - 書面文化遺產保護協調辦公室
- 普魯士國家檔案館
- 研究機構
  - 伊比利亞美洲研究所
  - 博物館研究所
  - 國家音樂研究所
    - 柏林樂器博物館

## 奖项
该基金会将一年一度的Felix Mendelssohn Bartholdy 奖授予德国音乐学院最优秀学生竞赛的获胜者。每年都会选择不同的乐器。
恩斯特·瓦尔德施密特奖每五年颁发一次，以表彰在印度学领域具有学术价值的成就，特别是在瓦尔德施密特本人擅长的领域：佛教、印度和中亚考古学和艺术。 
自 2004 年以来，基金会赞助了志愿社会文化年（德語： 或 FSJ），一项针对满足特定教育要求的青少年和年轻人的国民服务计划。柏林国家博物馆总局、伊比利亚美洲研究所、柏林国家图书馆和柏林国家博物馆中央档案馆各有一个职位。
传统基金会还为在柏林进行一到三个月的研究和工作实习提供奖学金。奖学金的主要目的是让外国学者能够在博物馆、图书馆和档案馆工作，并与工作人员建立专业联系。 
普鲁士文化遗产基金会主席赫尔曼·帕辛格 (Hermann Parzinger) 担任 2017-2019 年德国/美国博物馆专业人士研究交流计划 (PREP) 的联合主席。 

## 歷任總裁
- 1967–1977：汉斯-乔治·沃尔米特
- 1977–1998：沃纳·诺普
- 1999–2008：克劳斯-迪特尔·莱曼
- 自 2008 年起：赫尔曼·帕金格

## 其他內容
- 洪堡資訊館